# Pierre Celis
Pierre Celis és un cerveser belga. És considerat com un dels pioners del moviment de la cervesa artesana. És conegut per a la seva contribució a la revifa de la witbier de Hoegaarden, una cervesa de blat i típic estil de cervesa belga extingit el 1955 quan Tomsin, la darrera cerveseria va tancar.
Pierre Celis era un lleter a Hoegaarden. De jove, va ajudar a la fàbrica de cervesa del seu veí Tomsin i apren l'ofici. La cervesaria Tomsin tanca el 1957 i amb el, el darrere fabricant de witbier, víctima de la massificació, industrialització i estandardització. Enyorant el gust perdut Pierre Celis comença experimentant al mig dels anys 1960 a tornar a fabricar la cervesa de Tomsin a la seva cuina. Va tenir èxit i a poc a poc la cuina es tornava massa petita i va comprar i revifar una cerveseria tancada. Amb l'èxit que tenia, va comprar la llimonaderia tancada Hougardia, que tenia una bona font d'aigua mineral. En comprar les instal·lacions de la cervesaria tancada «De Sleutel» de Betekom, va poder transformar Hougardia en cerveseria i augmentar la producció per respondre a la demanda creixent. El 1985, la seva empresa ja ocupava 38 persones. El 7 d'octubre de 1985, un incendi va destruir quasi la totalitat de la fàbrica de cervesa. Per un problema d'assegurança insuficient, no hauria pogut reconstruir-la. Va cercar ajuda a la multinacional de la cervesa Interbrew.